# Distrito de Püspökladány
El distrito de Püspökladány (húngaro: Püspökladányi járás) es un distrito húngaro perteneciente al condado de Hajdú-Bihar.
En 2013 tiene 40 877 habitantes. Su capital es Püspökladány.

## Municipios
El distrito tiene 2 ciudades (en negrita), 3 pueblos mayores (en cursiva) y 7 pueblos.
Ciudades
- Püspökladány
- Kaba

Pueblos
- Báránd
- Bihardancsháza
- Biharnagybajom
- Bihartorda
- Földes
- Nagyrábé
- Sáp
- Sárrétudvari
- Szerep
- Tetétlen